# Silberwasser (Fluss)
Das Silberwasser, obersorbisch Slěborna woda oder Slěbornička, gelegentlich auch Silberbach genannt, ist ein etwa sieben Kilometer langer linker Nebenfluss des Schwarzwassers in der sächsischen Oberlausitz.

## Verlauf
Der Bach entspringt am östlichen Hang des Butterberges, südlich der Ortschaft Schönbrunn bei Bischofswerda und vereint sich kurz danach mit dem Schönbrunner Wasser. Von hier aus fließt er ostwärts in Richtung Wölkau, wo ein weiterer Quellbach aus Richtung Kynitzsch zufließt. In Wölkau vereint sich das Silberwasser mit dem Pohlaer Wasser. Danach fließt es, nunmehr stark mäandernd, weiter ostwärts durch Cannewitz bis Spittwitz, wo es in das Schwarzwasser mündet, welches direkt nach der Mündung in die Spittwitzer Skala eintritt.
Naturräumlich betrachtet entspringt das Silberwasser am östlichen Rand des Westlausitzer Hügel- und Berglandes, der Großteil des Flussverlaufes führt jedoch durch das Oberlausitzer Gefilde.

## Historisches
Das Silberwasser bildete laut der Oberlausitzer Grenzurkunde seit 1241 zwischen Neu-Schönbrunn und Cannewitz einen Teil der Grenze zwischen der Markgrafschaft Meißen im Süden und dem Markgraftum Oberlausitz im Norden.